# John Hendley Barnhart
John Hendley Barnhart (Brooklyn, 4 ottobre 1871 – Southampton, 11 novembre 1949) è stato un botanico e biografo statunitense.
Era figlio di John Wesley Barnhart e Emma Miller Barnhart.
Era specializzato in biografie di botanici.

## Biografia
Barnhart frequentò la Wesleyan University a Middletown, Connecticut, ottenendo nel 1892 il Baccalaureato (A.B.) ed il Master (A.M.) l'anno successivo. Nel 1896 ottenne il dottorato in medicina presso il Columbia University College of Physicians and Surgeons, sebbene non abbia successivamente mai praticato la professione medica. La sua decisione di non esercitare la professione fu apparentemente possibile grazie a sostanziose entrate personali.
Il 1897 lo vide a Jessamine, in Florida, ove sposò Gertrude Platt di Southampton, New York. La coppia visse dapprima a Tarrytown, nello stato di New York, spostandosi infine nel Bronx nel 1914.
Nel 1903 divenne assistente editoriale presso la biblioteca del New York Botanical Garden (NYBG). Nel 1905 fu pubblicato il libro North American Flora, scritto da Nathaniel Lord Britton e Lucien Marcus Underwood. Barnhart ebbe la responsabilità di rivedere il manoscritto; egli sviluppò uno stile per le citazioni tassonomiche che è ancora oggi utilizzato nell'indice della letteratura botanica americana.

### La biblioteca NYBG
Nel 1907 divenne bibliotecario della NYBG, allorché Anna Murray Vail, la sua prima bibliotecaria, andò in pensione. Dal 1908 al 1926, e poi ancora nel 1932, venne nominato vicepresidente della NYBG. Durante i suoi 5 anni di gestione della biblioteca, il numero di volumi crebbe del 20%. Egli stesso conferì a questa la propria collezione personale, che comprendeva numerosi volumi rari.
Nel gennaio del 1913 Barnhart divenne bibliografo del Garden, carica che avrebbe ricoperto per trent'anni. La sua principale responsabilità in questo incarico fu lo studio della flora del Nord America. Fu in questo periodo che egli creò l'Archivio Bibliografico Barnhart, consistente in circa 50.000 schede con informazioni bibliografiche, che formarono la base del suo libro bibliografico.
Barnhart tenne accurate registrazioni delle proprie pubblicazioni, creando a parte un catalogo di schede per esse. Un completo elenco delle sue pubblicazioni comparve sul Bulletin of the Torrey Botanical Club, alle pagine 167-175 del volume n. 77.

### Gli ultimi anni
Barnhart si ritirò dal NYBG nel 1942. Morì a casa sua a Southampton, Long Island, e gli sopravvisse la vedova. La sua salma venne inumata nella tomba di famiglia nel Cedar Hill Cemetery di Newburgh, New York.

## Opere
Segue un elenco parziale delle sue pubblicazioni:
- A New Utricularia from Long Island. 1907
- The Published Work of Lucien Marcus Underwood, in Bulletin of the Torrey Botanical Club 35 (1908): 17-38.
- Some American botanists of former days, 1909
- Some Fictitious Botanists, 1919
- Sartwell, Henry Parker (1792-1867) in "American Medical Biographies", ed. Howard A. Kelly (1920)
- Biographical Notes Upon Botanists. Compiled by John Hendley Barnhart and maintained at the New York Botanical Garden Library, 1965
- Ferns of the Southeastern States. Descriptions of the fern-plants growing naturally in the state south of the Virginia-Kentucky state line and east of the Mississippi river (with John Kunkel Small, 1938)